# Jérôme Gilloux
Jérôme Gilloux (né le 22 mai 1994) est un coureur cycliste français, spécialiste du VTT et en particulier du cross-country à assistance électrique.

## Palmarès

### Championnats du monde
- Leogang 2019
  -  Médaillé d'argent du cross-country à assistance électrique
- Mont Sainte-Anne 2020
  -  Médaillé d'argent du cross-country à assistance électrique
- Val di Sole 2021
  -  Champion du monde du cross-country à assistance électrique
- Les Gets 2022
  -  Champion du monde du cross-country à assistance électrique
- Glasgow 2023
  -  Médaillé de bronze du cross-country à assistance électrique
- Pal Arinsal 2024
  -  Champion du monde du cross-country à assistance électrique

### Coupe du monde
- Coupe du monde de cross-country à assistance électrique
  - 2020 : vainqueur d'une manche
  - 2021 : 1er du classement général, vainqueur de six manches
  - 2022 : 1er du classement général, vainqueur de huit manches
  - 2023 : 1er du classement général, vainqueur de huit manches
  - 2024 : 1er du classement général, vainqueur de six manches

### Championnats de France
- 2019
  -  Champion de France de cross-country à assistance électrique
- 2020
  -  Champion de France de cross-country à assistance électrique
- 2023
  -  Champion de France de cross-country à assistance électrique